# ژیتنیچه
ژیتنیچه (به صربی: Žitniće) یک منطقهٔ مسکونی در صربستان است که در سینیتسا واقع شده‌است. ژیتنیچه ۱۶٫۹۳ کیلومتر مربع مساحت و ۵۳۶ نفر جمعیت دارد.